# Lejre (gemeente)
Lejre is een gemeente in de Deense regio Seeland (Sjælland) nabij de stad Roskilde en ligt op circa 40 km van Kopenhagen (København). Lejre telt 27.402 inwoners (2017).
Na de herindeling van 2007 werden de gemeentes Bramsnæs en Hvalsø bij Lejre gevoegd.

## Plaatsen in de gemeente

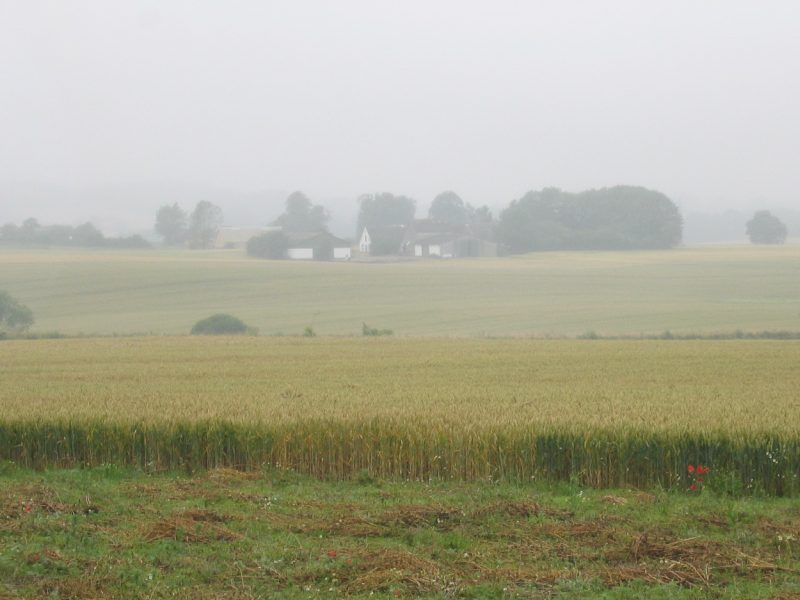
Landschap

- Gershøj
- Gevninge
- Lejre
- Øm
- Kirke Såby
- Torkilstrup
- Kirke Hyllinge
- Sæby
- Kirke Hvalsø
- Ejby (Lejre)
- Lyndby
- Englerup
- Vester Såby
- Osted
- Kirke Sonnerup
- Herslev
- Kyndeløse Sydmark

Faxe · Greve · Guldborgsund · Holbæk · Kalundborg · Køge · Lejre · Lolland · Næstved · Odsherred · Ringsted · Roskilde · Slagelse · Solrød · Sorø · Stevns · Vordingborg
- International Standard Name Identifier: 0000 0004 0379 0503
- MusicBrainz: fda35711-fefc-4b30-80c7-d1080b6dff66